# Louis Goujat dit Maillard
 (janvier 2016).
Si vous disposez d'ouvrages ou d'articles de référence ou si vous connaissez des sites web de qualité traitant du thème abordé ici, merci de compléter l'article en donnant les références utiles à sa vérifiabilité et en les liant à la section « Notes et références ».
Louis Goujat Dit Maillard, né à Caen le 26 octobre 1838 et mort le 3 juin 1901 à Alger, est un militaire français.

## Biographie
Né à Caen (Calvados) le 26 octobre 1838, Louis Adolphe Goujat dit Maillard est le fils de Charles Goujat dit Maillard, receveur principal des contributions indirectes, et d’Antoinette Legros. Saint-cyrien de la promotion du Djurdjura (1856-1858), officier d’infanterie, il est affecté au  98e Régiment d'Infanterie avec lequel il participe à la campagne d’Italie en 1859. Capitaine en juin 1870, il est fait prisonnier à Metz le 29 octobre 1870. Rentré en France en avril 1871, il gagne ensuite l’Algérie où il demeure jusqu’en mai 1872. Rentré en métropole, il sert aux 123e puis 76e Régiments d’Infanterie. Chef de bataillon en 1878, il est nommé professeur adjoint de tactique appliquée d’infanterie à la toute jeune École supérieure de guerre en 1881. Breveté d’État-major l’année suivante, il prend la direction du cours de tactique appliquée d’infanterie en 1884. Travaillant principalement sur la bataille de Saint-Privat, il dégage des principes simples et permanents (avoir un plan, économie des forces, concentration des moyens, convergence des efforts, liaison des armes et surtout liberté d’action). Il inspire de nombreux officiers stagiaires, et nomment Foch. À ces enseignements théoriques s’ajoutent des exercices pratiques. En 1889, il conçoit avec Bonnal les premiers exercices sur la carte, semblables aux kriegsspiels allemands. Promu colonel, il commande le  135e Régiment d'Infanterie en 1890 puis devient chef d’État-major du 4e Corps d’Armée. Promu général de brigade en octobre 1894, il est à la tête de la 5e Brigade d’Infanterie avant de se voir confier le commandement de l’Ecole spéciale militaire de Saint-Cyr en août 1896.
À l’été 1899, le commandant Marchand, qui a dû s’incliner à Fachoda mais qui est reçu triomphalement en France, est invité aux cérémonies du Triomphe de la promotion de Bourbaki et au baptême de la 83e promotion. Pour des raisons inconnues, Goujat dit Maillard baptise cette promotion Marchand (1898-1900) sans que l’on sache si cette décision a été prise en accord avec les élèves. Le 9 août 1900, il est relevé de son commandement et placé dans la 2e section de cadre des officiers généraux. Le lien entre cette affaire et son départ n’a jamais été établi. Il s’installe à Alger où il décède le 3 juin 1901.

## Œuvres
- Éléments de la guerre, première partie, marches, stationnement, sûreté (Paris, Baudoin, 1891)
- Note posthume sur les grandes manœuvres du 6e corps en 1888, suivie de considérations sur la tactique actuelle du général Goujat dit Maillard (Paris, Imhaus et Chapelot, 1912), publié par le général Bonnal

## Décorations
- Commandeur de la Légion d'honneur
- Médaille Coloniale avec agrafe Algérie